# Швейцарські референдуми (2001)
Протягом 2001 року у Швейцарії було проведено 11 референдумів. Перші три відбулися 4 березня в рамках народних ініціатив щодо вступу до Європейського Союзу, зниження цін на ліки та зниження міського обмеження швидкості до 30. км/год у більшості місць. Усіх трьох виборці відхилили. Наступні три референдуми відбулися 10 червня щодо двох окремих поправок до федерального закону про швейцарську армію та федеральної резолюції про скасування вимоги щодо дозволу на створення єпархії, і всі вони були схвалені.
Останні п'ять референдумів відбулися 2 грудня щодо федеральної резолюції про видатки, яка була схвалена, і чотирьох народних ініціатив, які всі були відхилені. Популярними ініціативами були «за впевнене страхування для людей похилого віку — податок на енергію замість роботи», «за справжню політику безпеки та Швейцарію без армії», «Солідарність створює безпеку: для добровільної цивільної служби миру» та «за податок на приріст капіталу».

## Результати
| Місяць          | Питання                                                 | За        | За   | Проти     | Проти | Порожній/недійсний | Порожній/недійсний | Усього    | Зареєстровано виборців | Явка | Кантонів за | Кантонів за | Кантонів проти | Кантонів проти |
| Місяць          | Питання                                                 | Votes     | %    | Votes     | %     | Blank              | Invalid            | Усього    | Зареєстровано виборців | Явка | Повно       | Половина    | Повно          | Половина       |
| --------------- | ------------------------------------------------------- | --------- | ---- | --------- | ----- | ------------------ | ------------------ | --------- | ---------------------- | ---- | ----------- | ----------- | -------------- | -------------- |
| Березень        | Членство в Європейському Союзі                          | 597 217   | 23,2 | 1 982 549 | 76,8  | 24 106             | 12 247             | 2 616 119 | 4 688 461              | 55,8 | 0           | 0           | 20             | 6              |
| Березень        | Нижчі ціни на ліки                                      | 791 589   | 30,9 | 1 774 129 | 69,1  | 33                 | 12 474             | 2 612 008 | 4 688 461              | 55,7 | 0           | 0           | 20             | 6              |
| Березень        | Обмеження швидкости в місті 30 км/год                   | 525 609   | 20,3 | 2 063 314 | 79,7  | 15 095             | 12 121             | 2 616 139 | 4 688 461              | 55,8 | 0           | 0           | 20             | 6              |
| Червень         | Федеральний закон про військові поправки (1)            | 1 002 297 | 51,0 | 963 329   | 49,0  | 23 112             | 8 920              | 1 997 658 | 4 698 399              | 42,5 |             |             |                |                |
| Червень         | Федеральний закон про військові поправки (2)            | 1 001 274 | 51,1 | 956 503   | 48,9  | 29 967             | 8 986              | 1 996 730 | 4 698 399              | 42,5 |             |             |                |                |
| Червень         | Скасування дозволів на створення єпархії                | 1 194 556 | 64,2 | 666 108   | 35,8  | 104 957            | 10 037             | 1 975 658 | 4 698 399              | 42,0 | 20          | 6           | 0              | 0              |
| Грудень         | Федеральна постанова про витрати                        | 1 472 259 | 84,7 | 265 090   | 15,3  | 38 522             | 6 510              | 1 782 381 | 4 712 583              | 37,8 | 20          | 6           | 0              | 0              |
| Грудень         | Для гарантованого страхування похилого віку та втратних | 397 747   | 22,9 | 1 342 001 | 77,1  | 37 319             | 6 440              | 1 783 507 | 4 712 583              | 37,8 | 0           | 0           | 20             | 6              |
| Грудень         | Для справжньої політики безпеки                         | 384 905   | 21,9 | 1 372 420 | 78,1  | 23 609             | 6 364              | 1 787 298 | 4 712 583              | 37,9 | 0           | 0           | 20             | 6              |
| Грудень         | Солідарність створює безпеку                            | 404 870   | 23,2 | 1 339 221 | 76,8  | 33 323             | 6 446              | 1 783 860 | 4 712 583              | 37,9 | 0           | 0           | 20             | 6              |
| Грудень         | Для податку на приріст капіталу                         | 594 927   | 34,1 | 1 149 182 | 65,9  | 33 048             | 6 414              | 1 783 571 | 4 712 583              | 37,8 | 0           | 0           | 20             | 6              |
| Джерело: Nohlen |                                                         |           |      |           |       |                    |                    |           |                        |      |             |             |                |                |